# فدراسیون فوتبال مجارستان
فدراسیون فوتبال مجارستان (مجاری: Magyar Labdarúgó Szövetség) نهاد اداره‌کننده مسابقات فوتبال و فوتسال در کشور مجارستان است. این فدراسیون که در ۱۹۰۱ تأسیس شده عضو یوفا و فیفا نیز می‌باشد و مقر آن در شهر بوداپست است. مسابقات لیگ دسته اول فوتبال مجارستان، جام حذفی فوتبال مجارستان و سوپر جام فوتبال مجارستان زیر نظر این فدراسیون برگزار می‌شود.